# 李搔
李搔（？—557年），字德况，赵郡柏人县人。李元忠的儿子。
李搔年轻时聪敏，有才艺，音律博弈之类，都非常精通了解。曾采集多种声乐，另行制造了一种乐器，号称八弦，时人说他有思理。入仕初任司徒行参军。武定末年，自丞相记室官至河内郡太守，为官数年，流民回家，百姓得安。任满还京，父老号泣，追送二百余里，为他立碑。入朝为尚书仪曹郎。天保八年去世。李搔之妹李法行。